# Aristidis Rapanakis
Aristidis Rapanakis (griechisch Αριστίδης Ραπανάκης; * 11. Februar 1954; † Oktober 2022) war ein griechischer Segler.

## Erfolge
Aristidis Rapanakis war bei den Olympischen Spielen 1980 in Moskau in der Bootsklasse Soling neben Anastasios Gavrilis Crewmitglied des griechischen Bootes von Rudergänger Anastasios Boundouris. Sie gewannen zwei der sieben Wettfahrten und belegten mit 31,1 Punkten hinter dem von Poul Høj Jensen angeführten dänischen Boot mit 23 Punkten und dem sowjetischen Boot um Boris Budnikow mit 30,4 Punkten den dritten Platz, womit sie die Bronzemedaille gewannen. Im Jahr darauf sicherte sich Rapanakis in Anzio bei den Weltmeisterschaften gemeinsam mit Anastasios Boundouris und Anastasios Gavrilis die Silbermedaille.